# Thekla Theer
Thekla Theer (* um 1790; † 19. Februar 1871 in Wien; geborene Thekla Junker) war eine österreichische Kunststickerin.

## Leben
Thekla Theer war seit 1806 mit dem Edelsteinschneider Joseph Theer verheiratet, der sich auch einen Namen als Sachverständiger für Antiquitäten machte. Die Familie lebte anfangs in der Stadt Johannesberg in Schlesien. Dort wurden ihre drei Söhne geboren: Robert Theer im Jahr 1808, Adolf Theer im Jahr 1811 und Albert Theer im Jahr 1815. Die drei Brüder wurden später als Maler von Miniaturen bekannt.
Die Familie übersiedelte 1820 nach Wien. In ihrem Haus wurden Persönlichkeiten der höheren Gesellschaft empfangen, die das Edelsteinschneiden als Freizeitvergnügen lernen wollten. Thekla Theer schuf als Kunststickerin unter anderem Landschaftsansichten. Bei der Jahresausstellung 1828 der Wiener Akademie der bildenden Künste im St.-Anna-Hof präsentierte sie gestickte Zeichnungen des Vesuvs bei Neapel und des kaiserlichen Lustschlosses Schönbrunn. Sie starb hochbetagt 1871 an Altersschwäche in Wien.